# W-League (Australia) 2020-21
La W-League 2020-21 fue la 13.ª edición de la W-League, la máxima categoría del fútbol femenino en Australia. Participaron 9 equipos en 14 jornadas y una fase final de eliminatorias a la que clasificaron los 4 primeros equipos de la temporada regular.
Melbourne Victory fue el campeón, consiguiendo su segundo título luego de vencer en la final a Sydney FC 1-0, con un gol olímpico de Kyra Cooney-Cross a los 120 minutos del tiempo extra.

## Equipos
| Equipo                   | Ciudad            | Estadio                                                                    | Capacidad                   |
| ------------------------ | ----------------- | -------------------------------------------------------------------------- | --------------------------- |
| Adelaide United          | Adelaida          | Marden Sports Complex Coopers Stadium                                      | 6.000 16.500                |
| Brisbane Roar            | Brisbane          | Suncorp Stadium Lions Stadium                                              | 52.500 5.000                |
| Canberra United FC       | Canberra          | Viking Park                                                                | 7.000                       |
| Melbourne City           | Melbourne         | Frank Holohan Soccer Complex                                               | 2.000                       |
| Melbourne Victory        | Melbourne         | Lakeside Stadium Epping Stadium AAMI Park Latrobe City Stadium             | 12.000 10.000 30.050 12.000 |
| Newcastle Jets           | Newcastle         | No.2 Sportsground McDonald Jones Stadium                                   | 5.000 33.000                |
| Perth Glory              | Perth             | Dorrien Gardens                                                            | 4.000                       |
| Sydney FC                | Sídney Wollongong | Seymour Shaw Jubilee Oval Leichhardt Oval WIN Stadium                      | 5.000 20.505 20.000 23.000  |
| Western Sydney Wanderers | Sídney            | Marconi Stadium Estadio ANZ Western Sydney Stadium Wanderers Football Park | 9.000 83.500 30.000 1.000   |

## Clasificación
| Pos. | Equipo                   | Pts. | PJ | G | E | P  | GF | GC | Dif. | Clasificación   |
| ---- | ------------------------ | ---- | -- | - | - | -- | -- | -- | ---- | --------------- |
| 1    | Sydney FC (T)            | 28   | 12 | 9 | 1 | 2  | 26 | 11 | +15  | Campeón T. Reg. |
| 2    | Brisbane Roar            | 25   | 12 | 7 | 4 | 1  | 29 | 12 | +17  | Eliminatorias   |
| 3    | Melbourne Victory (C)    | 23   | 12 | 7 | 2 | 3  | 25 | 14 | +11  | Eliminatorias   |
| 4    | Canberra United          | 22   | 12 | 6 | 4 | 2  | 21 | 16 | +5   | Eliminatorias   |
| 5    | Adelaide United          | 22   | 12 | 7 | 1 | 4  | 22 | 18 | +4   |                 |
| 6    | Western Sydney Wanderers | 13   | 12 | 4 | 1 | 7  | 13 | 21 | −8   |                 |
| 7    | Melbourne City           | 13   | 12 | 4 | 1 | 7  | 11 | 23 | −12  |                 |
| 8    | Newcastle Jets           | 7    | 12 | 2 | 1 | 9  | 14 | 21 | −7   |                 |
| 9    | Perth Glory              | 1    | 12 | 0 | 1 | 11 | 7  | 32 | −25  |                 |

 Fuente: W-League
(T) Campeón del torneo regular.

(C) Campeón de la temporada.

## Eliminatorias
Los cuatro primeros equipos de la temporada regular compiten por el título del campeonato.
|  | Semifinales | Semifinales        | Semifinales |                   |   | Grand Final | Grand Final | Grand Final |  |
|  |             |                    |             |                   |   |             |             |             |  |
|  |             |                    |             |                   |   |             |             |             |  |
|  | 1           | Sydney FC          | 3           |                   |   |             |             |             |  |
|  | 1           | Sydney FC          | 3           |                   |   |             |             |             |  |
|  | 4           | Canberra United FC | 0           |                   |   |             |             |             |  |
|  | 4           | Canberra United FC | 0           |                   | 1 | Sydney FC   | 0           |             |  |
|  |             |                    |             |                   | 1 | Sydney FC   | 0           |             |  |
|  |             |                    | 2           | Melbourne Victory | 1 |             |             |             |  |
|  | 2           | Brisbane Roar      | 2           | Melbourne Victory | 1 | 2           |             |             |  |
|  | 2           | Brisbane Roar      |             |                   |   | 2           |             |             |  |
|  | 3           | Melbourne Victory  | 6           |                   |   |             |             |             |  |
|  | 3           | Melbourne Victory  | 6           |                   |   |             |             |             |  |
|  |             |                    |             |                   |   |             |             |             |  |

| Campeón           |
| Melbourne Victory |
| 2.° título        |